# Казунь-Беляни
Казунь-Беляни (пол. Kazuń-Bielany) — село в Польщі, у гміні Чоснув Новодворського повіту Мазовецького воєводства.
Населення — 533 особи (2011).
У 1975-1998 роках село належало до Варшавського воєводства.

## Демографія
Демографічна структура станом на 31 березня 2011 року:
|          | Загалом | Допрацездатний вік | Працездатний вік | Постпрацездатний вік |
| -------- | ------- | ------------------ | ---------------- | -------------------- |
| Чоловіки | 270     | 55                 | 193              | 22                   |
| Жінки    | 263     | 47                 | 169              | 47                   |
| Разом    | 533     | 102                | 362              | 69                   |